# Das Deutsche als Männersprache
Das Deutsche als Männersprache ist ein Sachbuch von Luise F. Pusch aus dem Jahre 1984. In diesem Band werden erstmals die wissenschaftlichen und journalistischen Arbeiten der Konstanzer Linguistin gesammelt vorgelegt. Damit ist dieses Werk für das Deutsche die erste Monographie der feministischen Linguistik, die in den 1970er-Jahren von US-Amerikanerinnen begründet wurde und seit 1978 auch in Deutschland beheimatet ist. Das Buch wurde ein Langzeit-Bestseller und gilt heute als Klassiker der feministischen Linguistik.

## Inhalt
Der Band besteht aus linguistischen Aufsätzen und Glossen, die die Arbeit von Luise Pusch während der Jahre 1979 bis 1984 dokumentieren.
Die Aufsätze sollen den Sexismus in der Sprache und die Geschichte und Struktur des Deutschen als Männergeschichte und Männerstruktur entlarven und die Sprache des Patriarchats erkennbar machen.

„Erstaunlich ist (dabei), dass wir Frauen diese unsere vom Maskulinum beherrschte Sprache so lange als unsere eigene anerkannt habe.“

Das Ziel der feministischen Sprachkritik ist es, gleiche Chancen des Gemeintseins und Identifiziertwerdens für Frauen und Männer zu erreichen, um damit auch mit zur Veränderung der Realität beizutragen, denn Sprache ist nicht nur Ausdruck eines bestimmten Bewusstseins, sondern die Sprache prägt auch Bewusstsein und erzeugt Wirklichkeit. Das Deutsche als sogenannte „Genussprache“ mit drei Artikeln ist laut Pusch Ausdruck männlicher Dominanz und zeigt Benachteiligungen im Wortschatz, in der Wortbildung und in der Grammatik. In den Aufsätzen geht Luise Pusch zunächst der Frage nach, wieso weibliche Bezeichnungen für Männer untragbar sind, männliche Bezeichnungen für Frauen jedoch nicht. „Wenn Ute Schülerin ist und Uwe Schüler, dann sind Uwe und Ute Schüler, nicht Schülerinnen – denn Uwe verträgt das Femininum nicht“ (S. 11), denn die Feminisierung eines Mannes ist gleichbedeutend mit Deklassierung (S. 78). Dies hat historische Wurzeln: In Genesis 2 schon ist von einem Menschen die Rede, dem eine „Gehilfin“ zur Seite gestellt wird und die „Männin“ genannt wird. Aus diesem Grunde können wir „Alle Menschen werden Brüder“ und „Die Deutschen sind tüchtige Soldaten“ sagen, aber nicht „Alle Menschen werden Schwestern“ oder „Die Deutschen sind tüchtige Hausfrauen“. (S. 18) Der Mann hat sich seine Welt ihm kongruent gemacht: Muselmann, Staatsmann, Mainzelmännchen, Marsmännchen, Hampelmann, Schneemann, Weihnachtsmann etc. Frauen scheinen nicht zu existieren. Der Kontext liefert den Frauen oft klare Informationen, dass sie keineswegs gemeint und auch nicht „mitgemeint“ sind. Dies wird mit zahlreichen Beispielen belegt: Aus dem 10. Gebot: „Du sollst nicht begehren deines Nächsten Weib“ müssen Frauen schließen, dass sie mit dem „du“ nicht gemeint sind und sie folglich als Mitglieder der Spezies Mensch und anderer Gruppen, denen sie faktisch angehören, nicht wahrgenommen werden, wohl aber als Besitz des Menschen (= Mannes). (S. 25)
Auch die Maskulina „man“ und „jedermann“ rufen uns das Wort „Mann“ ins Gedächtnis. (S. 33) Als besonders grotesk sind Maskulina wie man und jedermann in frauenspezifischen Kontexten wie Stillen, Schwangerschaft und Menstruation („Wenn man sein Kind stillt“). Zum Archilexem (Oberbegriff) wird immer das jeweils Wichtigere, Größere, Positivere erhoben: Bei den Raubtieren ist dies der jeweils männliche Part: LÖWE/Löwin oder WOLF/Wölfin. Bei den Nutztieren wird anscheinend das nützlichere Geschlecht zum Archilexem: HUHN/Hahn oder GANS/Gänserich. Bei Konflikten zwischen grammatischem (Genus) und natürlichem (Sexus) Geschlecht werden aus Gewohnheit weiterhin die Frauen nicht angesprochen und explizit benannt. Eine Gruppe von Personen ist eine „männliche Gruppe“, d. h. es wird auf sie mit dem Maskulinum referiert, wenn sie mindestens einen Mann enthält. Eine Gruppe von Personen ist eine „nichtmännliche Gruppe“, d. h. es wird auf sie mit einer vom Maskulinum abgeleiteten Form (sog. Femininum) referiert, wenn sie keinen Mann enthält. Eine Gruppe von zehn Sängerinnen enthält also zehn Frauen, während eine Gruppe von zehn Sängern neun bis null Frauen enthält. Die männliche Hälfte der Menschheit gilt dabei als Norm, die andere als Ausnahme oder Abweichung. Gäbe es nicht die maskulinen Grundformen, so gäbe es auch nicht die davon abgeleiteten Formen mit dem Feminin-Suffix -in. Das Morphem -in bedeutete sogar bis vor nicht allzu langer Zeit die „Frau (oder Tochter) des X“, wie z. B. bei Pastorin Höhlenrauch (Thomas Mann) und symbolisiert die Zuordnung zu bzw. Abhängigkeit von einem Mann. Diese movierte Form zur Bezeichnung weiblicher Menschen stellt eine Diskriminierung dar und konserviert im Sprachsystem die jahrtausendealte Abhängigkeit der Frau vom Mann, die es auch sprachlich zu überwinden gilt. Neben der Bestandsaufnahme und Analyse der deutschen Sprache werden im Buch auch „Therapievorschläge“ erörtert, die zu einem von Frauen initiierten Sprachwandel führen sollen. Dazu gehören sowohl neue Lexeme als auch neue grammatische Regeln und Redeweisen:
1. Herstellung eines gerechten symmetrischen Systems, indem wir das -in-Suffix und alle übrigen femininen Suffixe wie -ess (Stewardess) als Ableitung von der Norm abschaffen. Statt die Studentin würde es dann die Student heißen. Hier sind allerdings Frauen nicht mehr sprachlich sichtbar.
2. Einführung des Neutrums in den Fällen, wo Präjudizierung eines der beiden Geschlechter diskriminierend wäre (das Professor).
3. Die Frauen könnten die weibliche Gruppe als referenzsemantische Grundeinheit setzen und auf Männer mit abgeleiteten Formen referieren, wie es im Tierreich den Gänse- und Mäuserichen geschieht: die Pilot, der Piloterich, die Piloten.
4. Splitting/Verdoppelung wie in Schülerinnen und Schüler.
5. Verwendung des generischen geschlechtsneutralen generischen Femininums – der ausschließlich weiblichen Form, wobei Männer mitgemeint sind – als ökonomische Variante im Vergleich zum Splitting.
6. Verwendung des Indefinitpronomens frau anstelle des oder neben dem früher alleinregierenden man. Fast keinem ist mehr bewusst, dass man – übrigens genauso wie Mensch - aus Mann entstanden ist, denn heute referiert dieses man auf Menschen im Allgemeinen, genauso wie der Markenname Tempo zum Papiertaschentuch im Allgemeinen wurde.
7. Abschaffung diskriminierender Lexeme wie Fräulein.
8. Beibehaltung der femininen Personenbezeichnungen und Bildung neuer Komposita mit -frau wie in Kauffrau (und nicht etwa Kaufmännin, das noch in den 60er-Jahren in Erwägung gezogen wurde).
9. Verwendung substantivierter Adjektive (der oder die Abgeordnete)

Ein weiterer Aufsatz analysiert Empathiephänomene in der Syntax: Hier werden „Vorfälle“ im Leben großer Dichter und Denker in vier verschiedenen Biographien untersucht, in denen Frauen in abhängiger Stellung ein Kind von dem jeweiligen berühmten Mann bekommen. Die Biographien zeigen hier keine Einfühlung in das Schicksal der Frauen. Der Grund dafür wird in den Erwartungen der jeweiligen gesellschaftlichen Zielgruppe gesehen, in der sich keine sozialen Konventionen entwickelt haben, die das eklatante Fehlen von Empathiebekundungen für Frauen sanktionieren. Heute würden diese Texte von Männern über Männer und Frauen von vielen Frauen anders beurteilt werden.
Ein anderer Beitrag beschäftigt sich mit dem Unterschied zwischen Feminismus und Frauenbewegung: Das Wort Feminismus fristete in deutschen Wörterbüchern seit dem Erstbeleg 1912 nur ein Kümmerdasein und wurde schließlich von den Nazis ausradiert. Es wird heute mit dem in Verbindung gebracht, was die Neue Frauenbewegung von der ersten unterscheidet und bezeichnet die Theorie der Frauenbewegung.
Exemplarische Sätze aus dem DUDEN-Bedeutungswörterbuch zeigen am Beispiel des Kapitels mit dem Anfangsbuchstaben „A“, dass Männer rund 920-mal erwähnt, die Frauen aber insgesamt nur etwa 180-mal genannt werden. In Sätzen wie „Sie betet ihren Mann an“ und „Sie sah zu ihm auf wie zu einem Gott“ wird entweder das Urbild der deutschen Haus- und Ehefrau beschrieben oder in Sätzen wie „Sie hat sich einen reichen Mann geangelt“ eine Frau, die es nur auf das Geld des Mannes abgesehen hat. (S. 141)
Im zweiten Teil des Buches erscheinen Sprachglossen, die Luise Pusch seit Februar 1982 für die feministische Zeitschrift Courage schrieb und die in teils veränderter Form erstmals gesammelt vorliegen. Als Reaktion auf die Glosse „Die Menstruation ist bei jedem ein bisschen anders“ änderte der Konzern Johnson & Johnson den Satz in der Gebrauchsanweisung für o.b.Tampons ab in „Die Menstruation ist bei jeder Frau ein bisschen anders“. (S. 149)
Da Frauen jahrtausendelang weitgehend aus dem öffentlichen Leben ausgeklammert wurden, fehlen manchmal eigenständige Bezeichnungen für Frauen im deutschen Wortschatz (lexikalische Lücke): So gibt es für eine Frau, die denselben Namen trägt wie eine andere, nur das Wort „Namensvetterin“ (S. 152) und es gibt kein Pendant zum Wort „herrenlos“ (S. 154). Es gibt nur die „Damenwahl“ und die „Frauenforschung“ aber nicht die „Herrenwahl“ (obwohl diese laufend stattfindet) oder die „Herrenforschung“. Das Selbstverständliche, die Norm, wird nicht extra benannt und deshalb gibt es auch die „Herrenschokolade“ und nicht die „Damenschokolade“. (S. 158) In der Frauenbewegung sind weibliche Wortschöpfungen wie Mitgliederinnen (Ohneglied, Mitklitoris) oder Gästin entstanden. Andererseits gibt es für erwachsene, weibliche Personen gleich drei Bezeichnungen: Frau, Dame und Weib, für erwachsene, männliche Personen aber nur zwei: Mann und Herr. Während Weib veraltet ist und nur noch als Schimpfwort benutzt wird, ist es dennoch noch produktiv in der Ableitung weiblich. Die Ableitung für Mann heißt hingegen einfach und logisch männlich. Auch gibt es keine logische Erklärung dafür, dass die äußeren Geschlechtsteile der Frau Schamlippen heißen, aber die männlichen nicht zum Beispiel Schamstengel.
Mit der Heirat übernimmt die Frau oft selbstverständlich den Namen des Mannes als wäre sie eine Inselgruppe im Südatlantik und ordnet sich hier dem Besitzanspruch des Mannes unter. In der Sprache ist die Reihenfolge das Mittel, um die Rangordnung auszudrücken. So wird bei berühmten Paaren der männliche Part zuerst genannt: Adam und Eva oder Hänsel und Gretel. Eine Kuriosität ist es aber, dass bei Maria und Joseph Maria, obwohl nur eine Frau, immer an erster Stelle steht.
In einer weiteren Glosse wird erklärt, dass die grammatischen Geschlechter unserer Sprachen beliebig verteilt sind und nichts mit dem biologischen oder mythologischen Geschlecht zu tun haben. So ist die Atombombe weiblich und der Frieden männlich. In einem weiteren Artikel setzt sich Luise Pusch mit dem Sprachgebrauch auseinander: Ist das Wort „Frauenmannschaft“ nicht in sich widersprüchlich? Warum können nur Frauen „hübsch“ sein?

## Rezeption
Evelyne Keitel schreibt in ihrer Rezension aus dem Jahre 1985: „In Luise Puschs Buch werden Syntax und Semantik des Deutschen systematisch auf ihre Schwächen, auf verborgene oder auch auf ganz offensichtliche Sexismen hin abgeklopft. Aber nicht etwa trocken, akademisch, sondern humorvoll, ironisch, oft auch schneidend sarkastisch.“

## Ausgaben
- Das Deutsche als Männersprache: Aufsätze und Glossen zur feministischen Linguistik. Suhrkamp, Frankfurt 1984, ISBN 3-518-11217-1.